# Saint-Germain-de-Marencennes
För andra betydelser, se Saint-Germain.
Saint-Germain-de-Marencennes är en kommun i departementet Charente-Maritime i regionen Nouvelle-Aquitaine i västra Frankrike. Kommunen ligger  i kantonen Surgères som ligger i arrondissementet Rochefort. År 2018 hade Saint-Germain-de-Marencennes 1 190 invånare.

## Befolkningsutveckling
Antalet invånare i kommunen Saint-Germain-de-Marencennes
Referens:INSEE